# Mauritz Gripenberg
Alexander Mauritz Sebastian Gripenberg (né le 10 janvier 1869 à Saint-Pétersbourg – mort le 30 décembre 1925 à Helsinki) est un architecte finlandais,.

## Ouvrages
- Villa Elfvik, Laajalahti, Espoo (1904)[1]
- Liisankatu 14, Helsinki[3] (1922)
- "Unitas", Unioninkatu 7, Helsinki, (1904)
- Eteläranta 6, Helsinki, (1904)
- Yrjönkatu 12-14 - Uudenmaankatu 2, Helsinki[3], (1904)
- Kalevankatu 9, Helsinki, (1903)
- Huvilakatu 25, Helsinki, (1907)
- Merikatu 5, Helsinki[3], (1925)
- Tähtitorninkatu 8, Helsinki[3], (1928)
- Tehtaankatu 26 - Huvilakatu 27, Helsinki (1903)
- Vuorimiehenkatu 7, Helsinki[3], (1928)
- Pormestarinrinne 3, Helsinki[3], (1928)

## Galerie

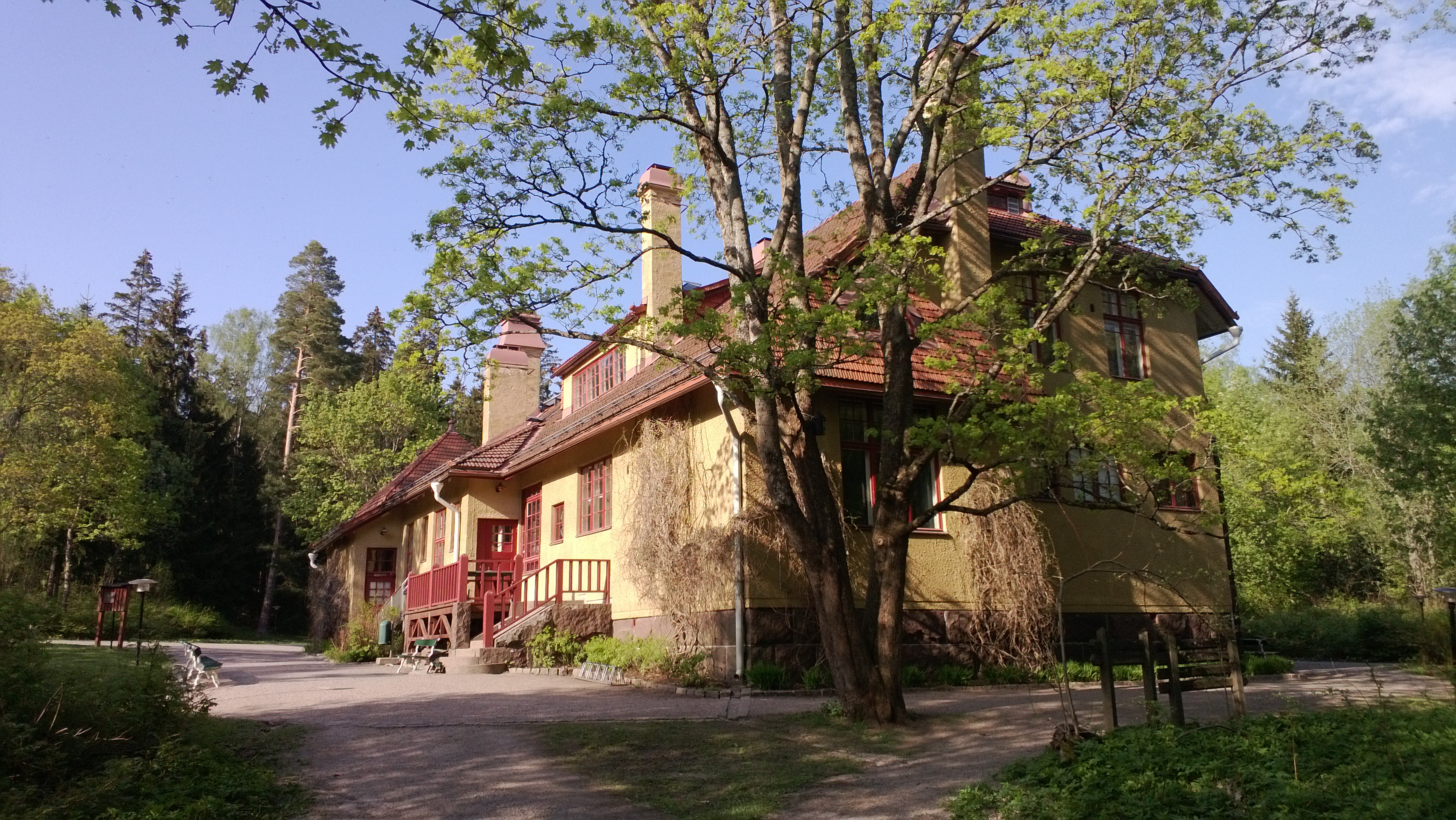
Villa Elfvik.
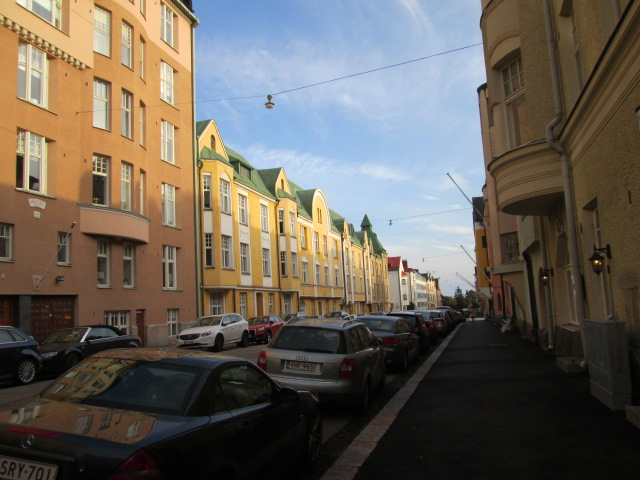
Huvilakatu 25.